# Rutilia imperialoides
Rutilia imperialoides là một loài ruồi trong họ Tachinidae.